# Hyleas Fountain
Hyleas Fountain, née le 14 janvier 1981 à Columbus dans l'État de Géorgie, est une athlète américaine pratiquant l'heptathlon.

## Carrière
Elle a fait ses études à Harrisburg (Pennsylvanie) et à l'université de Géorgie.
Elle s'est qualifiée pour l'épreuve de l'heptathlon des Jeux olympiques de Pékin de 2008 en améliorant son record personnel avec 6 667 points.

Elle se classera 2e et médaille d'argent de l'épreuve avec un total de 6 619 points après la disqualification de l'Ukrainienne Lyudmyla Blonska pour dopage.

## Palmarès
| Date | Compétition                           | Lieu                                  | Résultat | Épreuve    | Points |
| ---- | ------------------------------------- | ------------------------------------- | -------- | ---------- | ------ |
| 2005 | Hypo-Meeting                          | Götzis                                | 3e       | Heptathlon | 6 502  |
| 2005 | Championnats du monde                 | Helsinki                              | 12e      | Heptathlon | 6 055  |
| 2006 | Championnats du monde en salle        | Moscou                                | 8e       | Pentathlon | 4 205  |
| 2008 | Jeux olympiques                       | Pékin                                 | 2e       | Heptathlon | 6 619  |
| 2008 | Décastar                              | Talence                               | 1re      | Heptathlon | 6 473  |
| 2008 | Coupe du monde des épreuves combinées | Coupe du monde des épreuves combinées | 1re      | Heptathlon | 19 759 |
| 2008 | DécaNation                            | Paris                                 | 1er      | Longueur   | 6,42 m |
| 2009 | DécaNation                            | Paris                                 | 1er      | Longueur   | 6,80 m |
| 2010 | Championnats du monde en salle        | Doha                                  | 3e       | Pentathlon | 4 753  |
| 2011 | Championnats du monde                 | Daegu                                 | 23e      | Heptathlon | 5 611  |
| 2012 | Jeux olympiques                       | Londres                               | —        | Heptathlon | DNF    |

## Records
| Épreuve    | Performance | Lieu       | Date         |
| ---------- | ----------- | ---------- | ------------ |
| Pentathlon | 4 753 pts   | Doha       | 13 mars 2010 |
| Heptathlon | 6 735 pts   | Des Moines | 26 juin 2010 |

## Sources
- (en) Cet article est partiellement ou en totalité issu de l’article de Wikipédia en anglais intitulé « Hyleas Fountain » (voir la liste des auteurs).